# Тургоякская ТЭЦ
Тургоякская ТЭЦ (ТТЭЦ, ТЭЦ Тургояк, ТЭЦ ММЗ) — тепловая электростанция (теплоэлектроцентраль), расположенная в городе Миасс Челябинской области. Входит в состав АО «Миасский машиностроительный завод».

## История
История Тургоякской ТЭЦ неразрывно связана с историей возникновения в городе Миассе оборонных предприятий. В 1959 году был основан объект № 3, входящий в состав режимного объекта в Златоусте — ныне Златоустовского машиностроительного завода. При проектировании промышленных площадок на территории Миасса одним из первых подразделений в план застройки было внесено именно энергопроизводство, так как без электричества и тепла деятельность любого предприятия невозможна. В 1963 году был запущен первый паровой котёл ДКВР-10-13. С этого времени теплоэлектроцентраль начала функционировать, обеспечивая нужды развивающейся в Миассе оборонной промышленности и возрастающие потребности новых жилых районов.
Дальнейшее строительство происходило в несколько этапов. В 1965 году запустили паровой котёл высокого давления и конденсационную турбину, вырабатывающую электрическую энергию. Со временем, в связи с ростом потребностей города в тепловой энергии, расположенная в промышленной зоне ТЭЦ была дооснащена необходимым оборудованием и расширила зону обслуживания. В 1992 году Министерством промышленности РСФСР был подписан приказ об учреждении Миасского машиностроительного завода, одним из структурных подразделений которого стала ТЭЦ. Сегодня теплоэлектроцентраль — один из ключевых объектов системы энергоснабжения Миасса, который греет и питает электричеством не только ММЗ, ГРЦ Макеева и НПОЭ, но и многие другие предприятия промышленной зоны, также в достатке обеспечивая теплом и горячей водой население машгородка и посёлка Строителей.

## Деятельность
На данный момент[когда?] на теплоэлектроцентрали эксплуатируется шесть котлов и два турбогенератора, установленная электрическая мощность объекта составляет 45 МВт, тепловая — 460 Гкал/ч. В настоящее время для полноценного обеспечения энергоресурсами всех потребителей энергетики ММЗ используют всего 160—180 Гкал, при этом сохраняется трёхкратный запас «прочности» по наличию резерва. Котлоагрегаты работают на природном газе, который используется в качестве основного топлива с 1966 года, резервным топливом является мазут.
В целом ТЭЦ ММЗ обеспечивает тепловой энергией население количеством более 50 000 человек (25 080 квартир общей площадью 1,2 млн м²), а также снабжает энергоресурсами 470 юридических лиц.